# Pseudovermilia babylonia
Pseudovermilia babylonia är en ringmaskart som först beskrevs av Francis Day 1967.  Pseudovermilia babylonia ingår i släktet Pseudovermilia och familjen Serpulidae. Inga underarter finns listade i Catalogue of Life.